# Stéphane Jobert (journaliste)
Pour les articles homonymes, voir Stéphane Jobert et Jobert.
 (mai 2009).
Si vous disposez d'ouvrages ou d'articles de référence ou si vous connaissez des sites web de qualité traitant du thème abordé ici, merci de compléter l'article en donnant les références utiles à sa vérifiabilité et en les liant à la section « Notes et références ».
Stéphane Jobert, né le 6 août 1975 à Lyon, est un journaliste français, animateur de radio et de télévision.

## Carrière
Stéphane Jobert a grandi à La Réunion et commence par faire de la radio dès l'âge de 14 ans sur Radio Arc-en-ciel à Saint-Denis de La Réunion. En 1991, il rejoint la station RFM (relais RTL sur l'île) pour y animer diverses émissions musicales. En 1995, c'est sur RFO Réunion qu'il débute à la télévision en présentant « Maxi-Muzik », une émission quotidienne musicale en direct. Il présentera également durant 6 ans les grands événements de divertissement de la chaîne : Miss Réunion, Soirée de réveillon, les émission Rythme d'enfer. Il prend également la tête d'un talk show en radio, diffusé le matin sur RFO Radio.
En 2001, il quitte La Réunion pour s'installer à Paris. C'est là qu'il est repéré par TF1 et La Française des jeux qui lui confient la présentation du jeu Tac O Tac TV, chaque jour à midi sur TF1. Il devient en même temps animateur et journaliste pour France Bleu. En 2003, il est repéré par M6 et intègre l'équipe de M6 Boutique La Chaîne. Il coprésente en 2005 l'émission Il est urgent de se faire plaisir le samedi matin sur M6. Septembre 2006, il devient chroniqueur dans une émission présentée par Valérie Payet sur Astrocenter TV. Tout en continuant la présentation de ses émissions en France, il collabore avec la Belgique depuis 2005 et présente deux fois par semaine le tirage du Lotto sur La Une. Depuis septembre 2007, il présente également Multimédia.mag, tous les soirs sur la RTBF après le journal télévisé, une capsule qui démocratise les nouvelles technologies. Mai 2008, Stéphane présente Star Six Music sur M6 avec Karine Ferri puis en décembre 2008, il présente sur la RTBF une nouvelle émission Le Meilleur du Web et en décembre 2009, il présente sur M6 "Absolument Stars". Été 2010, Stéphane présente 8 émissions "Face au danger" en prime-time sur la RTBF en Belgique. Mars 2011, il rejoint France 2 jusqu'à fin 2013 à la présentation du jeu Euromillions, diffusé le mardi et vendredi. Avril 2011, il présente l'élection de Miss Nouvelle-Calédonie 2011 sur Nouvelle-Calédonie 1re, dont Tokahi Mathieu sort vainqueur.
Depuis 2004, Stéphane est le présentateur de la tournée d'été "L'été FDJ-NRJ12" qui est à ce jour la plus grande tournée d'été de France[réf. nécessaire]. 20 dates sur 5 semaines en juillet/août devant plus 400 000 spectateurs. Des artistes comme Matt Pokora, Amel Bent, Leslie, Louisy Joseph, Myriam Abel ont été les invités de la tournée. En 2011, 2 émissions de télé pour NRJ 12 sont enregistrées : "Les Voix de la Chance" (concours de chant) et "Le Concert de l'Été", tourné à Bordeaux avec un plateau d'artistes. Stéphane est le présentateur de ces deux programmes.
En septembre 2011, il rejoint les équipes de NRJ TV pour présenter le magazine Paris c'est fou tous les vendredis sur NRJ Paris et 2 nouveaux programmes sur NRJ 12 : Le Super Bêtisier de l'Année en coprésentation avec Clara Morgane (qui fera partie des meilleurs audiences de la chaîne en 2011 avec plus d'1 millions de téléspectateurs en access[réf. nécessaire]) et le magazine "Au cœur de…". Pour la chaine NRJ Hits, il commente les grandes cérémonies musicales : Les Grammy's Awards, Les Brit Awards, les Billboard Awards.
En mai 2012, il devient le 9e ambassadeur de La Réunion. En septembre 2012, Stéphane présente pour la RTBF le concert de la fête de la fédération Wallonie Bruxelles en prime-time et en direct de la Grand'Place de Bruxelles devant plus de 8000 spectateurs présents. Il présentera la soirée durant 3 ans.
En 2013, il reprend la présentation du magazine Sagas sur NRJ12 en coprésentation avec Clara Morgane et produit par la société Carson. L'émission est un échec et sera annulé au bout de deux épisodes et diffusé sur NRJ Paris.
En 2014, il anime une nouvelle émission sur NRJ 12 : Ils ont marqué les Français !, une version revisitée de Sagas. Il quitte la chaîne à la fin de 2014 en même temps que plusieurs animateurs à la suite du changement d'image opéré par la direction.
En 2017, il intègre le service météo du groupe NextRadioTv et intervient sur les chaines RMC, RMC Découverte et BFM Paris. Puis durant l'été de la même année, il co-présente l'émission Absolument Stars en remplacement de David Lantin, émission qu’il reprend durant l’été 2018 sur M6.
Depuis septembre 2018, il est journaliste présentateur sur la chaîne BFM Paris (Canal 30 de la TNT) et présente les matinales du week-end Paris Week-end et joker sur la tranche Bonsoir Paris.
En 2020, il part pour France Bleu Paris. Il présente France Bleu Paris Matin deux semaines durant l'été, puis le week-end, dès septembre.

## Comédien
De 1999 à 2001, Stéphane Jobert est le personnage principal d'une sitcom TV tournée à l'île Maurice et appelée Voisin-Voisine. Cette série télé de 26 épisodes de 26 minutes sera diffusée à l'île Maurice sur MBC et RFO.
En mai 2014, Stéphane Jobert joue le rôle de Albert Delpierre dans la pièce Le Mariage de mademoiselle Beulemans au Théâtre royal des Galeries à Bruxelles. La pièce est jouée par les animateurs de la RTBF et diffusée en décembre à la télévision.

## Émissions de télévision
- 2001 - 2003 : Tac O Tac TV - TF1
- 2003 : M6 Boutique La Chaîne - M6
- 2005 : Il est urgent de se faire plaisir - M6
- 2005 - 2019 : Lotto - RTBF
- 2007 : Multimédia.mag - RTBF
- 2008 : Star Six Music (avec Karine Ferri) - M6
- 2008 : Le Meilleur du Web - RTBF
- 2010 - 2011 : Absolument Stars - M6
- 2010 : Face au danger - RTBF
- 2011 - 2013 : Euro Millions France 2
- 2011 - 2014 : Le Super Bêtisier de l'Année (avec Clara Morgane) - NRJ 12
- 2011 - 2015 : Les Voix de la Chance - NRJ 12[3]
- 2011 : Le Concert de l'Été - NRJ 12
- 2011 : Miss Nouvelle-Calédonie 2011 - Nouvelle-Calédonie 1re
- 2010 - 2012 : Paris c'est fou - NRJ Paris
- 2011 : Au cœur de… - NRJ 12
- 2012 - 2013 : Le concert de la fête de la fédération Wallonie Bruxelles - RTBF
- 2013 : Sagas (avec Clara Morgane) - NRJ 12
- 2014 : Ils ont marqué les Français ! - NRJ 12
- 2014 : Miss Réunion - Réunion 1re
- 2015 : Billboard Music Awards (avec Elsa Najar) - NRJ Hits
- 2017 - 2018 : Météo - RMC, RMC Découverte, BFM TV
- 2018 : Absolument Stars - M6
- 2018 - 2019 : QVC France
- 2018 - 2020 - Paris Week-end : BFM Paris